# Don't Believe in Love
«Don't Believe in Love» (en español «No creer en el amor») es una canción de Dido, perteneciente a su tercer álbum de estudio Safe Trip Home, de 2008, del cual fue el primer sencillo, siendo lanzado el 27 de octubre de 2008.

## Lanzamiento
La canción fue lanzada en las emisoras el 1 de septiembre de 2008. Fue lanzada como descarga digital en Italia y España, donde llegó al número 1 y 2 en iTunes el 29 de septiembre de 2008, junto a otros países europeos y Australia. El Sencillo en CD fue lanzado en el Reino Unido el 27 de octubre de 2008 y en Alemania el 31 de octubre de 2008.

## Vídeo musical
El vídeo musical fue filmado en un rancho en Los Ángeles con los productores AlexandLiani en la semana del 15 de septiembre de 2008, como lo confirma su página web oficial. Se estrenó en su sitio oficial de YouTube el 30 de octubre.
El vídeo musical estuvo disponible para ser descargado gratuitamente en iTunes el 3 de enero de 2009.

## Lista de canciones
1. «Don't Believe In Love» (Dido Armstrong, Rollo Armstrong, Jon Brion)
2. «Look No Further» (Dido Armstrong, Rollo Armstrong, Jon Brion)

## Posicionamiento
La canción alcanzó el puesto #54 en UK Singles Chart, convirtiéndose hasta la fecha en su sencillo que ha alcanzado la más baja posición en el Reino Unido, aunque tuvo mejor recepción en el resto de Europa, alcanzando el puesto #2 en las listas de descarga digital en Italia, país en donde el sencillo en CD alcanzó el doble platino tras vender 40.000 copias. Encabezó las listas de sencillos en Portugal y se convirtió en top 10 en Israel, Turquía y Grecia.
| Listas (2008-2009)               | Posicionamiento |
| -------------------------------- | --------------- |
| Australia Physical Singles Chart | 42              |
| Austria Singles Chart            | 29              |
| Bélgica Singles Chart Flanders   | 45              |
| Bélgica Singles Chart Wallonia   | 14              |
| Canadá Digital Singles           | 66              |
| Dutch Singles Chart              | 83              |
| Grecia Digital Singles Chart     | 4               |
| Hungría Singles Chart            | 9               |
| Italia Singles Chart             | 2               |
| Japan Hot 100                    | 20              |
| Portugal Singles Chart           | 1               |
| Rusia Airplay Chart              | 96              |
| Slovakia Airplay Chart           | 51              |
| South African Airplay Chart      | 2               |
| Suiza Singles Chart              | 16              |
| Turquía Top 20 Chart             | 4               |
| UK Singles Chart                 | 54              |